# Municipio de Pilot Grove (Minnesota)
El municipio de Pilot Grove (en inglés, Pilot Grove Township) es un municipio del condado de Faribault, Minnesota, Estados Unidos. Tiene una población estimada, a mediados de 2021, de 137 habitantes.
Abarca una zona exclusivamente rural.

## Geografía
Está ubicado en las coordenadas 43°33′3″N 94°11′52″O / 43.55083, -94.19778. Según la Oficina del Censo de los Estados Unidos, tiene una superficie total de 93.67 km², de la cual 93.66 km² corresponden a tierra firme y 0.01 km² son agua.

## Demografía
Según el censo de 2020, en ese momento había 143 personas residiendo en la zona. La densidad de población era de 1.5 hab./km². El 95.80 % de los habitantes eran blancos, el 2.10 % eran de otras razas y el 2.10 % eran de una mezcla de razas. Del total de la población, el 5.59 % eran hispanos o latinos de cualquier raza.